# 基礎自治体 (ポーランド)

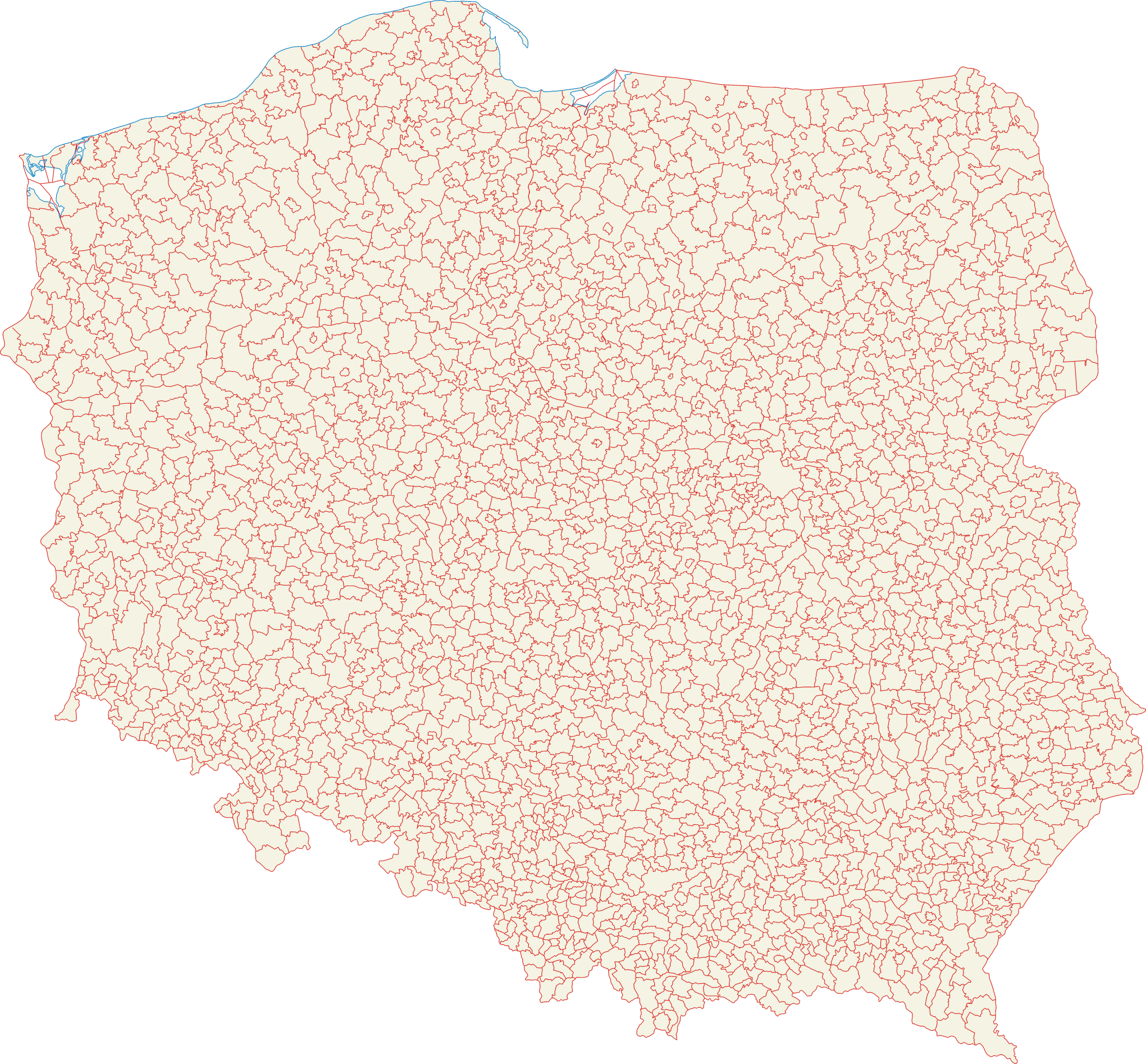
ポーランドにおけるGmina行政区画図

グミナ（波: gmina [ˈɡmina]、複数形：gminy [ˈɡminɨ]）とは、ポーランドの基礎自治体である。ポーランドは3層の行政区画を持ち、województwo（県）、powiat（郡）、gmina（市町村、自治体）の順となっている。
2006年の情報によれば、2,459の自治体が存在する 。

## 語源
ドイツ語のGemeinde（自治体）が語源である。